# 格雷任卡河
52°04′23″N 15°15′13″E / 52.0731°N 15.2536°E

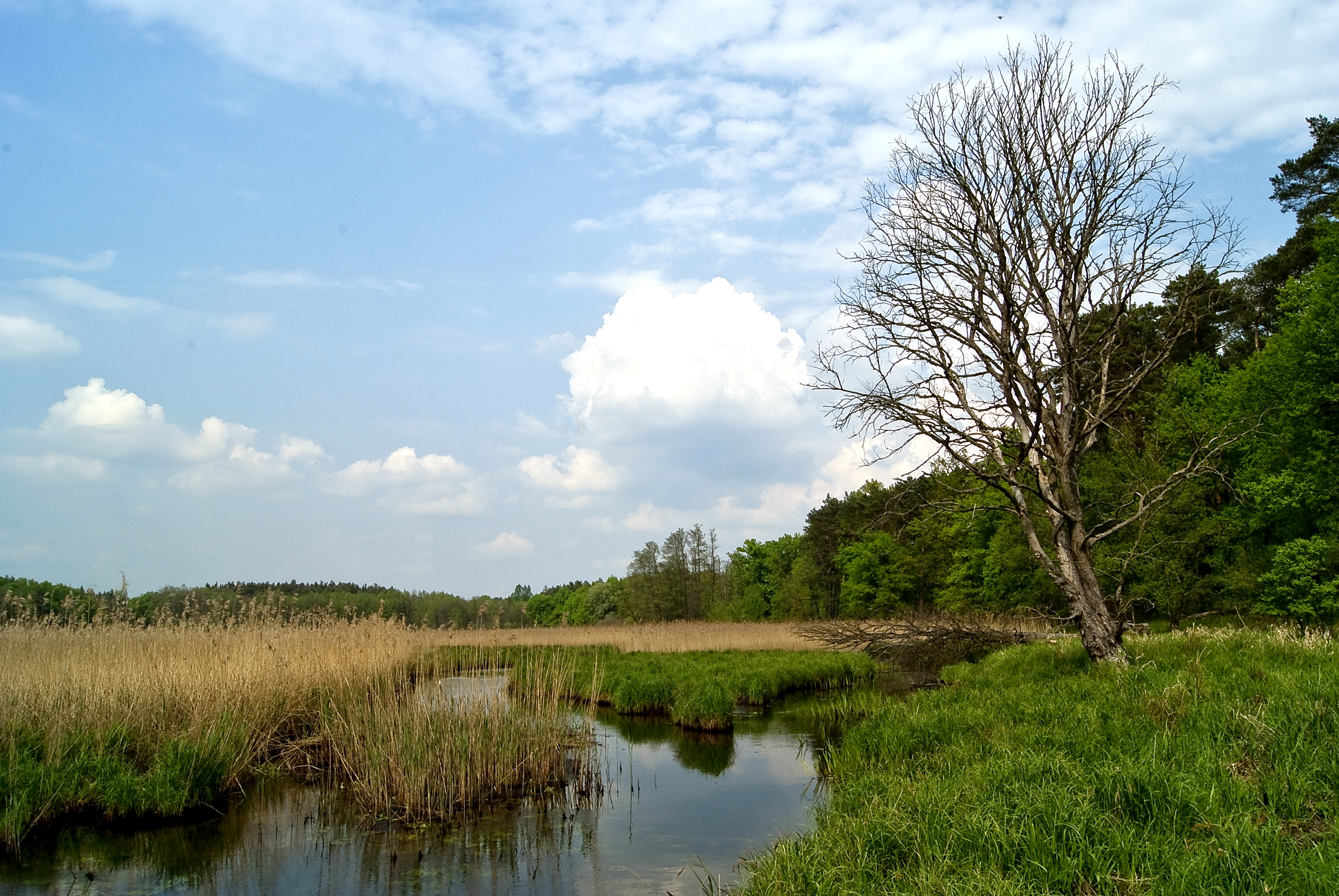

格雷任卡河是波蘭的河流，位於該國西部盧布斯卡省，處於奧得河畔克羅斯諾縣，該河流屬於奧得河的右支流，河道全長16公里。